# Jan Selichar
Jan Selichar (23. března 1858 Solnice – 21. listopadu 1941 Německá Rybná) byl farářem v Německé Rybné (dnes Rybná nad Zdobnicí), biskupským konsistorním radou, děkanem a biskupským notářem.

## Život
V roce 1893 se stal administrátorem, později farářem v Kameničkách u Hlinska. V Kameničkách, kde působil osmnáct let, se seznámil s akademickým malířem Antonínem Slavíčkem a s dalšími osobnostmi tehdejšího výtvarného světa.
Dne 2. dubna 1908 byl Jan Selichar ustanoven farářem v Německé Rybné. Poskytnutím ubytování na faře vytvářel příznivé podmínky Antonínu Slavíčkovi a dalším umělcům – krajinářům Orlického podhůří. Zdejší krajinou byl okouzlen i Jan Slavíček, syn Antonína Slavíčka a jeho přátelé malíři, kteří za ním do Německé Rybné na faru přijížděli. Antonín Slavíček tam svým působením položil základy novodobé krajinářské tvorby, vážící se na krajinu Podorlicka.
Děkanu Selicharovi věnovali umělci některé ze svých prací za bydlení i stravu a staly se tak základem menší umělecké sbírky na faře. Sbírka obsahovala umělecká díla vynikajících českých umělců: Antonína a Jana Slavíčkových, Vincence Beneše, prof. Otakara Sedloně, A. Hudečka, Otakara Nejedlého, A. Gollové–Hodačové, B. Jelínkové, K. Rélinka, J. Dvořáka, Antonína Kalvody, C. Jelínka, A. Zeyera, V. Skály, Dr. Uzlové rodáka z Rybné Oldřicha Hlavsy. Jan Selichar později některé z děl věnoval obci a tak vznikl fond pro místní obrazárnu v Rybné nad Zdobnicí.
Děkan Jan Selichar byl představitelem pokrokové duchovní osobnosti, milující umění, působil jako mecenáš umělců a sám se ve volných chvílích zabýval řezbářstvím. Jeho význam přesahoval daleko za hranice Východočeského regionu a jeho zásluhou se v dějinách českého výtvarného umění hovoří o tzv. „rybenské skupině“ umělců.
Jan Selichar je pohřben na hřbitově v Rybné nad Zdobnicí.